# Église orthodoxe britannique
L'Église orthodoxe britannique est une Église des trois conciles indépendante.
Le chef de l'Église porte le titre de Métropolite de Glastonbury. Le titulaire actuel est Seraphim depuis 1994.

## Histoire
En 1994, il y eut une rupture entre Mar Seraphim Ier et l'Église orthodoxe britannique, dont il était le primat, et l'Église orthodoxe celtique, lorsque Mar Seraphim et l'Église orthodoxe britannique furent reçus dans la juridiction de l'Église copte orthodoxe jusqu'en octobre 2015.

## Primats
- Mar Pelagius (Richard William Morgan) (1874-1889) (revendiqué)
- Mar Theophilius (Charles Isaac Stevens) (1889-1917) (revendiqué)
- Mar Leon (Leon Chechemian) (revendiqué)
- Mar Andries (Andries Caarel Albertus Mc Laglen) (1919-1922) (revendiqué)
- Mar Jacobus II (Herbert James Monzani-Heard) (1922-1945) (revendiqué)
- Mar Georgius Ier (Hugh George de Wilmott Newman (en)) (1945-1979)
- Mar Seraphim Ier (William Henry Hugo Newman-Norton) (depuis 1994)

#### Banques de données, dictionnaires et encyclopédies
- Notices d'autorité :   - VIAF
  - LCCN
  - WorldCat